# ISBN区域代码表
群體識別號（英語：Group identifier），是13碼國際標準書號（ISBN）中的第二個部分（10碼國際標準書號中的第一個部分），由International ISBN Agency總部分配。它代表了一本書籍的發行國家、地理區域、語言區域或組織，長度為一到五位數。
2007年時，國際標準書號的長度由10碼改為13碼。13碼格式相較於10碼格式多出來的第一部分為978或979，是GS1前置碼（國碼），來相容於國際商品條碼，被稱為書之國，與國際標準期刊號（ISSN）使用的977（期刊之國）和國際標準音樂編號（ISMN）使用的979-0（音樂之國）類似。

## 978区域标识符
- 区域标识符是ISBN-10代码中的第一组数字，或是ISBN-13代码中的第二组数字，由1-5位数字组成。

### 一位数字
- 0：英语区
  - 包括： 、 加拿大（英语区）、 直布罗陀、 新西兰、 南非、 、 英国、 美国、 辛巴威
- 1：同“0”
- 2：法语区
  - 包括： 法國、 比利时（法语区）、 加拿大（法语区）、 盧森堡、 瑞士（法语区）
- 3：德语区
  - 包括： 奥地利、 德国、 瑞士（德语区）
- 4： 日本
- 5： 俄羅斯和前苏联加盟国
  - 包括：
    -  （及9952）
    -  亞美尼亞（及9939、99930、99941）
    -  白俄羅斯（及985）
    -  爱沙尼亚（及9949、9985）
    -  （及9941、99928、99940）
    -  （及601、9965）
    -  （及9967）
    -  拉脫維亞（及9934、9984）
    -  立陶宛（及609、9955、9986）
    -  摩尔多瓦（及9975）
    -  （及99947、99975）
    -  乌克兰（及617、966）
    -  （及9943）
- 7 ： 中国

### 两位数字
- 65： 巴西（及85）
- 80： 捷克、 斯洛伐克
- 81： 印度（及93）
- 82： 挪威
- 83： 波蘭
- 84： 西班牙
- 85： 巴西（及65）
- 86： 塞爾維亞；前南斯拉夫
  -  （及9958）
  -  （及953）
  -  北馬其頓（及608、9989）
  -  蒙特內哥羅（及9940）
  -  斯洛維尼亞（及961）
- 87： 丹麦
- 88：意大利语区
  - 包括： 義大利、 瑞士（意大利语区）
- 89：
- 90： 荷蘭、 比利时（及94）
  -  荷蘭
  -  比利时（佛兰德语）
- 91： 瑞典
- 92：国际出版商（联合国教科文组织、欧盟）；欧共体
- 93： 印度（及81）
- 94： 荷蘭、 比利时（及90）
  -  荷蘭
  -  比利时（佛兰德语）

### 三位数字
- 600： 伊朗（及622、964）
- 601： （及9965）
- 602： 印度尼西亞（及623、634、979）
- 603： 沙烏地阿拉伯（及9960）
- 604： 越南（及632）
- 605： 土耳其（及625、975、9944）
- 606： 羅馬尼亞（及630、973）
- 607： 墨西哥（及968、970）
- 608： 北馬其頓（及86、9989）
- 609： 立陶宛（及9955、9986）
- 611： 泰國（保留）（及616、974）
- 612： 秘魯（及9972）
- 613： 模里西斯（及620、99903、99949、99993）
- 614： 黎巴嫩（及9953）
- 615： 匈牙利（及963）
- 616： 泰國（及611、974）
- 617： 乌克兰（及966）
- 618： 希腊（及960）
- 619： 保加利亚（及954）
- 620： 模里西斯（及613、99903、99949、99993）
- 621： 菲律賓（及971）
- 622： 伊朗（及600、964）
- 623： 印度尼西亞（及602、634、979）
- 624： 斯里蘭卡（及955）
- 625： 土耳其（及605、975、9944）
- 626： 臺灣（及957、986）
- 627： 巴基斯坦（及969）
- 628： 哥伦比亚（及958）
- 629： 马来西亚（及967、983）
- 630： 羅馬尼亞（及606、973）
- 631： 阿根廷（及950、987）
- 632： 越南（及604）
- 633： 埃及（及977）
- 634： 印度尼西亞（及602、623、979）
- 950： 阿根廷（及631、987）
- 951： 芬兰（及952）
- 952： 芬兰（及951）
- 953：
- 954： 保加利亚（及619）
- 955： 斯里蘭卡（及624）
- 956： 智利
- 957： 臺灣（及626、986）
- 958： 哥伦比亚（及628）
- 959： 古巴
- 960： 希腊（及618）
- 961： 斯洛維尼亞
- 962： 香港（及988）
- 963： 匈牙利（及615）
- 964： 伊朗（及600、622）
- 965： 以色列
- 966： 乌克兰（及617）
- 967： 马来西亚（及629、983）
- 968： 墨西哥（及607、970）
- 969： 巴基斯坦（及627）
- 970： 墨西哥（及607、968）
- 971： 菲律賓（及621）
- 972： 葡萄牙、 葡屬澳門（及989）
- 973： 羅馬尼亞（及606、630）
- 974： 泰國（及611、616）
- 975： 土耳其（及605、625、9944）
- 976：加勒比共同体
  - 包括： 巴哈马、 、 、 牙买加、 千里達及托巴哥
- 977： 埃及（及633）
- 978： 奈及利亞
- 979： 印度尼西亞（及602、623、634）
- 980： 委內瑞拉
- 981： 新加坡（及9971）
- 982：南太平洋
  - 包括： 庫克群島、 斐济、 基里巴斯、 马绍尔群岛、 密克羅尼西亞聯邦、 瑙鲁、 新喀里多尼亞、 纽埃、 帛琉、 所罗门群岛、 托克勞、 、 、 、 萨摩亚
- 983： 马来西亚（及629、967）
- 984：
- 985： 白俄羅斯
- 986： 臺灣（及626、957）
- 987： 阿根廷（及631、950）
- 988： 香港（及962）
- 989： 葡萄牙（及972）

### 四位数字
- 9911： 蒙特內哥羅（及9940）
- 9912： 坦桑尼亚（及9976、9987）
- 9913： 乌干达（及9970）
- 9914： （及9966）
- 9915： 乌拉圭（及9974）
- 9916： 爱沙尼亚（及9949、9985）
- 9917： 玻利维亚（及99905、99954、99974）
- 9918： 馬爾他（及99909、99932、99957）
- 9919： 蒙古国（及99929、99962、99973、99978）
- 9920： 摩洛哥（及9954、9981）
- 9921： 科威特（及99906、99966）
- 9922： 伊拉克
- 9923： 约旦（及9957）
- 9924： 柬埔寨（及99950、99963）
- 9925： 賽普勒斯（及9963）
- 9926： （及9958）
- 9927： （及99921）
- 9928： 阿尔巴尼亚（及99927、99943、99956）
- 9929： （及99922、99939）
- 9930： （及9968、9977）
- 9931： 阿尔及利亚（及9947、9961、9969）
- 9932：
- 9933： 叙利亚
- 9934： 拉脫維亞（及9984）
- 9935： 冰島（及9979）
- 9936： 阿富汗
- 9937： 尼泊尔（及99933、99946）
- 9938： 突尼西亞（及9973）
- 9939： 亞美尼亞（及99930、99941）
- 9940： 蒙特內哥羅（及9940）
- 9941： （及99928、99940）
- 9942： （及9978）
- 9943：
- 9944： 土耳其（及605、625、975）
- 9945： （及99934）
- 9946：
- 9947： 阿尔及利亚（及9931、9961、9969）
- 9948： 阿联酋
- 9949： 爱沙尼亚（及9916、9985）
- 9950： 巴勒斯坦
- 9951： 科索沃
- 9952：
- 9953： 黎巴嫩（及614）
- 9954： 摩洛哥（及9920、9981）
- 9955： 立陶宛（及609、9986）
- 9956： 喀麦隆
- 9957： 约旦（及9923）
- 9958： （及9926）
- 9959： 黎巴嫩
- 9960： 沙烏地阿拉伯（及603）
- 9961： 阿尔及利亚（及9931、9947、9969）
- 9962： 巴拿马
- 9963： 賽普勒斯（及9925）
- 9964： （及9988）
- 9965： （及601）
- 9966： （及9914）
- 9967：
- 9968： （及9930、9977）
- 9969： 阿尔及利亚（及9958）
- 9970： 乌干达（及9913）
- 9971： 新加坡（及981）
- 9972： 秘魯（及612）
- 9973： 突尼西亞（及9938）
- 9974： 乌拉圭（及9915）
- 9975： 馬爾地夫
- 9976： 坦桑尼亚（及9912、9987）
- 9977： （及9930、9968）
- 9978： （及9942）
- 9979： 冰島（及9935）
- 9980：
- 9981： 摩洛哥（及9920、9954）
- 9982： 尚比亞
- 9983：
- 9984： 拉脫維亞（及9934）
- 9985： 爱沙尼亚（及9916、9949）
- 9986： 立陶宛（及609、9955）
- 9987： 坦桑尼亚（及9912、9976）
- 9988： （及9964）
- 9989： 北馬其頓（及608、86）

### 五位数字
- 99901： 巴林（及99958）
- 99902： 加彭（保留）
- 99903： 模里西斯（及613、620、99949、99993）
- 99904： 、 阿鲁巴
- 99905： 玻利维亚（及9917、99954、99974）
- 99906： 科威特（及9921、99966）
- 99907：（無）
- 99908： 马拉维（及99960）
- 99909： 馬爾他（及9918、99932、99957）
- 99910：
- 99911： 賴索托
- 99912： （及99968）
- 99913： 安道尔（及99920）
- 99914： 苏里南
- 99915： 馬爾地夫
- 99916： 纳米比亚（及99945）
- 99917： （及99984）
- 99918： 法罗群岛（及99972）
- 99919： （及99982）
- 99920： 安道尔（及99913）
- 99921： （及9927）
- 99922： （及9929、99939）
- 99923： 薩爾瓦多（及99961、99983）
- 99924： 尼加拉瓜（及99964）
- 99925： 巴拉圭（及99953、99967、99989）
- 99926： 匈牙利（及99926）
- 99927： 阿尔巴尼亚（及9928、99943、99956）
- 99928： （及9941、99940）
- 99929： 蒙古国（及9919、99962、99973、99978）
- 99930： 亞美尼亞（及9939、99941）
- 99931： 塞舌尔（及99995）
- 99932： 馬爾他（及9918、99909、99957）
- 99933： 尼泊尔（及9937、99946）
- 99934： （及9945）
- 99935： 海地（及99970、99994）
- 99936： 不丹（及99980）
- 99937： 澳門（及99965、99981）
- 99938：塞族共和国（及99955、99976）
- 99939： （及9929、99922）
- 99940： （及9941、99928）
- 99941： 亞美尼亞（及9939、99930）
- 99942： 苏丹（及99988）
- 99943： 阿尔巴尼亚（及9928、99927、99956）
- 99944： 衣索比亞（及99990）
- 99945： 纳米比亚（及99916）
- 99946： 尼泊尔（及9937、99933）
- 99947： （及99975、99985）
- 99948：
- 99949： 模里西斯（及613、620、99903、99993）
- 99950： 柬埔寨（及9924、99963）
- 99951： 刚果民主共和国（保留）
- 99952：
- 99953： 巴拉圭（及99925、99967、99989）
- 99954： 玻利维亚（及9917、99905、99974）
- 99955：塞族共和国（及99938、99976）
- 99956： 阿尔巴尼亚（及9928、99927、99943）
- 99957： 馬爾他（及9918、99909、99932）
- 99958： 巴林（及99901）
- 99959： 盧森堡（及99987）
- 99960： 马拉维（及99908）
- 99961： 薩爾瓦多（及99923、99983）
- 99962： 蒙古国（及9919、99929、99973、99978）
- 99963： 柬埔寨（及9924、99950）
- 99964： 尼加拉瓜（及99924）
- 99965： 澳門（及99937、99981）
- 99966： 科威特（及9921、99906）
- 99967： 巴拉圭（及99925、99953、99989）
- 99968： （及99912）
- 99969： 阿曼（及99992）
- 99970： 海地（及99935、99994）
- 99971： 緬甸（及99986）
- 99972： 法罗群岛（及99918）
- 99973： 蒙古国（及9919、99929、99962、99978）
- 99974： 玻利维亚（及9917、99905、99954）
- 99975： （及99947、99985）
- 99976：塞族共和国（及99938、99955）
- 99977： 卢旺达（及9958）
- 99978： 蒙古国（及9919、99929、99962、99973）
- 99979： 匈牙利（及99926）
- 99980： （及99936）
- 99981： 澳門（及99937、99965）
- 99982： （及99919）
- 99983： 薩爾瓦多（及99923、99961）
- 99984： （及99917）
- 99985： （及99947、99975）
- 99986： 緬甸（及99971）
- 99987： 盧森堡（及99959）
- 99988： 苏丹（及99942）
- 99989： 巴拉圭（及99925、99953、99967）
- 99990： （及99944）
- 99991：（無）
- 99992： 阿曼（及99969）
- 99993： 模里西斯（及613、620、99903、99949）
- 99994： 海地（及99935、99970）
- 99995： 塞舌尔（及99931）

## 979区域标识符

### 一位數字
- 0：特意留空，給予國際標準音樂編號（ISMN）使用（及2～7、9、14～19）
- 2～7：特意留空，給予國際標準音樂編號（ISMN）使用（及0、9、14～19）
- 8： 美国
- 9：特意留空，給予國際標準音樂編號（ISMN）使用（及0、2～7、14～19）

### 二位數字
- 10： 法國
- 11：
- 12： 義大利
- 13： 西班牙
- 14～19：特意留空，給予國際標準音樂編號（ISMN）使用（及1、2～7、9）

## 参阅
- 国际标准书号
- ISBN7号组出版社代码

## 外部連結
- International ISBN Agency - Ranges（页面存档备份，存于）

1. ↑   (PDF) 7th. London: International ISBN Agency. 2017: 11  [2024-02-25]. ISBN 978-92-95055-12-4. （原始内容存档 (PDF)于2019-12-11）.
2. ↑  . 全國新書資訊網.   [2024-02-27]. （原始内容存档于2024-02-27）.
3. ↑  TC 46/SC 9. . lac-bac.gc.ca. Library and Archives Canada. （原始内容存档于10 June 2007）.
4. ↑  . ISSN International Centre. （原始内容存档于June 29, 2020）.